# Acacia secundiflora
Acacia secundiflora é uma espécie de leguminosa do gênero Acacia, pertencente à família Fabaceae.